# Jacques Barbeu-Dubourg

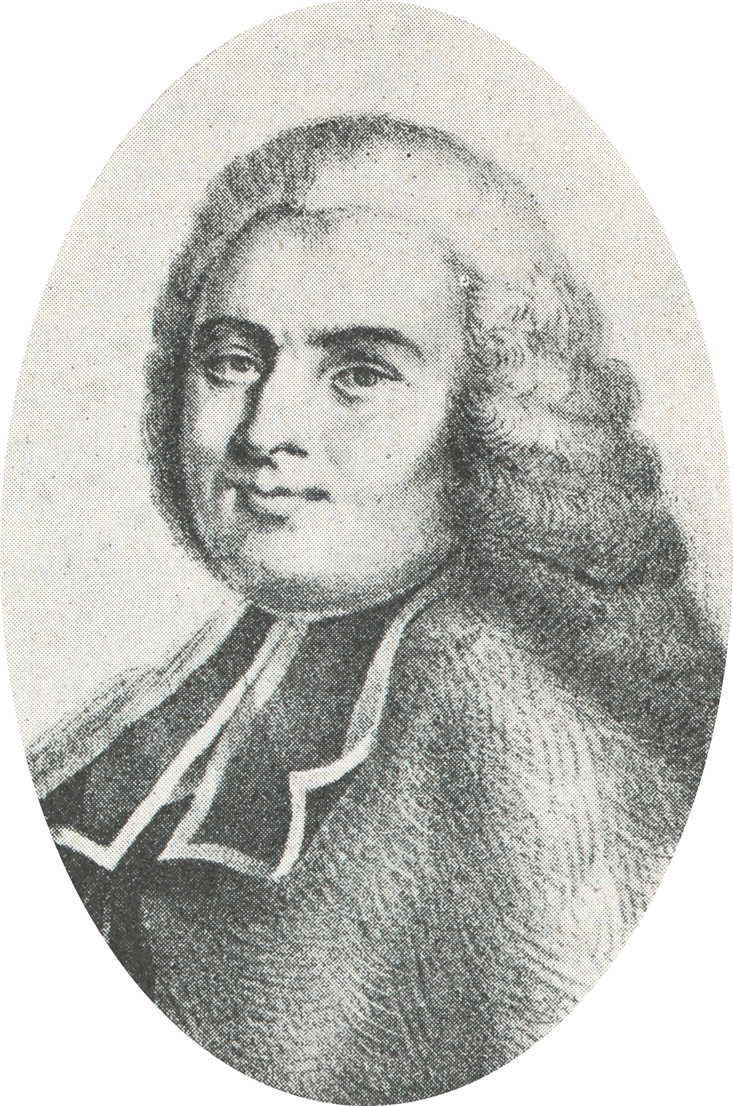
Jacques Barbeu-Dubourg

Jacques Barbeu-Dubourg (* 12. Februar 1709 in Mayenne; † 14. Dezember 1779 in Paris) war ein französischer Mediziner, Universalgelehrter und Verleger. Besondere Bekanntheit erlangte er durch die Übersetzung von Benjamin Franklins Schriften ins Französische. Als Anhänger der Ideale der Amerikanischen Revolution unterstützte er den Amerikanischen Unabhängigkeitskrieg aktiv als Publizist sowie als Vermittler von Finanz- und Handelsgeschäften zwischen Frankreich und den aufständischen Dreizehn Kolonien.
Jacques Barbeu-Dubourg benutzte unterschiedliche Pseudonyme, so Zoïlomastix, Boniface Diastille, Abraham Mansword, Samuel Jones und weitere mehr.

## Leben

### Herkunft und Ausbildung
Dubourg wurde im Jahr 1709 in Mayenne, einer kleinen nordfranzösischen Stadt in der Region Pays de la Loire geboren. Er durchlief eine ausgedehnte akademische Ausbildung, beginnend mit einem Kurs in Philosophie, den er als Sechzehnjähriger belegte. Am Collège Royale in Paris studierte er Theologie, Mathematik und Medizin und erlernte in dieser Zeit auch moderne Sprachen wie Italienisch und Englisch. Vielseitig interessiert, schloss er seine Studien im Jahr 1748 als Doktor der Medizin ab.

### Mediziner, Universalgelehrter und Verleger

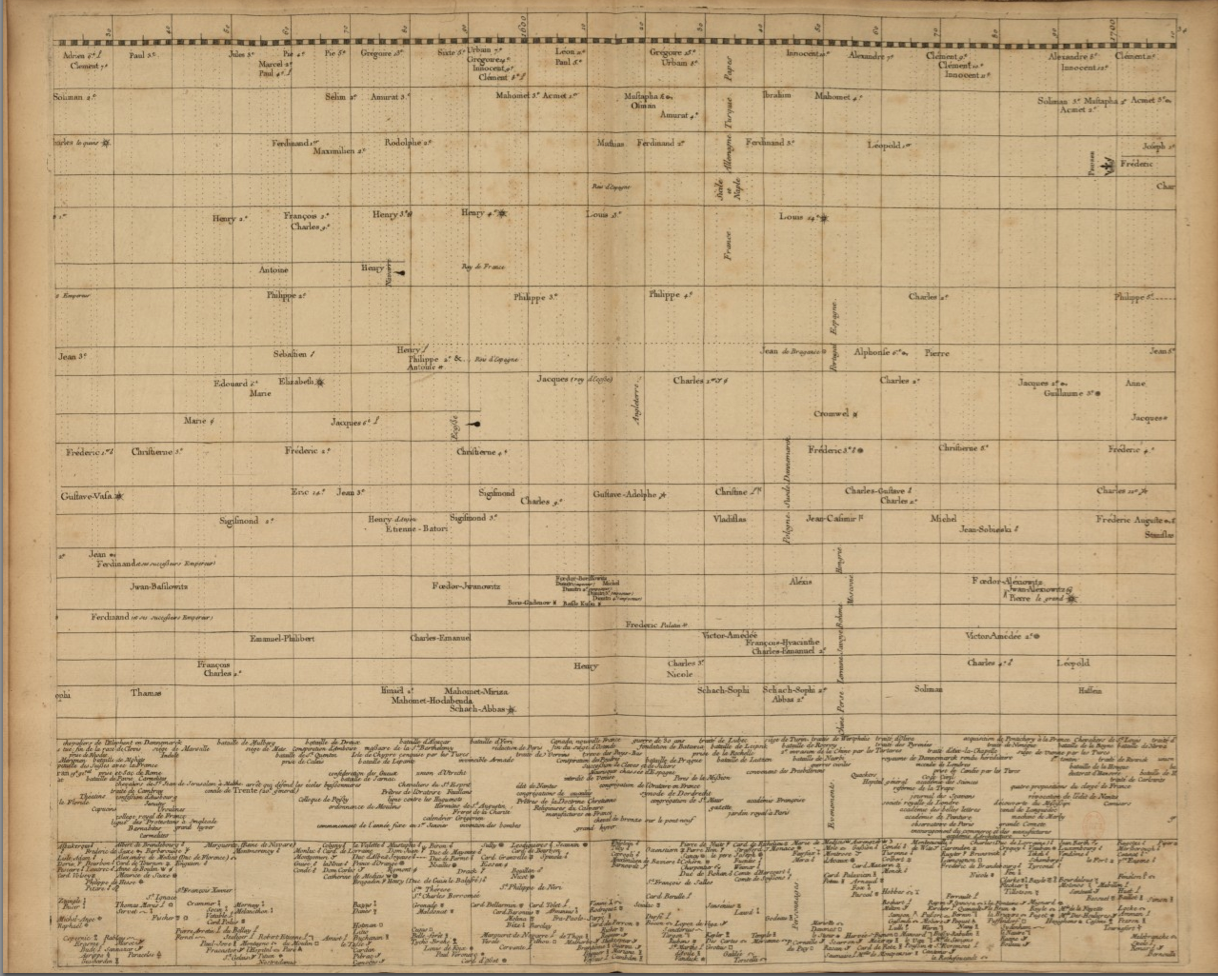
Tafel 34 aus Dubourgs Werk Chronographie, ou Description des tems aus dem Jahr 1753

Als Mediziner wandte er sich gegen die übliche Praxis des Aderlassens bei Entzündungen und verfasste im Jahr 1765 eine Schrift, in der er darlegte, dass Schwangerschaften nicht – wie zu jener Zeit vielfach angenommen – exakt neun Monate dauerten, sondern sich aus verschiedenen Gründen verlängern oder verkürzen konnten. An der medizinischen Praxis fand er weniger Gefallen als an der Forschung und gegen Ende seines Lebens gab er seinen eigentlichen Beruf weitestgehend auf und behandelte nur noch seine Freunde oder mittellose Bedürftige. Seine medizinischen und ethischen Prinzipien hielt er in einer Aphorismensammlung fest, die 1780 posthum unter dem Titel Elémens de Médecine veröffentlicht wurden.
Zwischen 1761 und 1762 gab er die Zeitschrift Gazette d’Épidaure, ou Recueil de nouvelles de Médecine heraus, in der er sich zu einer Vielzahl von Themen der praktischen Medizin sowie zu philosophischen und theoretischen Aspekten des Themas äußerte. In der Gazette d’Épidaure druckte er auch erstmals einige Briefe Benjamin Franklins ab.
Im Jahr 1767 veröffentlichte er das zweibändige Werk Le Botaniste françois, in dem er – seinem Freund, dem französischen Naturforscher Georges-Louis Leclerc de Buffon folgend – einheimische Pflanzen auf das genaueste beschrieb. Doch Dubourgs Interessen beschränkten sich nicht allein auf die Naturwissenschaften. Schon zu Lebzeiten des britischen Politikers und Philosophen Henry Bolingbroke fertigte er eine Übersetzung dessen Letters on the Study and Use of History an, die er 1752, ein Jahr nach Bolingbrokes Tod in Paris veröffentlichte. Ein Jahr später erschien Dubourgs Chronographie, ou Description des tems, das eine tabellarische Zusammenfassung der Geschichte in Form von 35 chronologisch aufbereiteten Tafeln enthielt. Auf zwei Zylinder aufgerollt, konnte sich der Betrachter einen Überblick über die wichtigsten Geschehnisse und Regierungsjahre bedeutender Herrscher von der Erschaffung der Welt bis ins Jahr 1753 verschaffen.

### Freundschaft mit Franklin und Beförderer der Amerikanischen Revolution

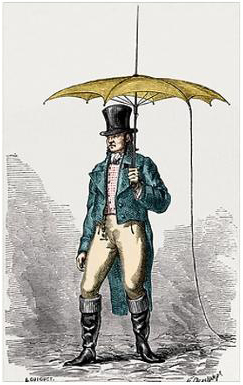
Dubourgs Regenschirm mit Blitzableiter

Im Zuge von dessen erstem Aufenthalt in Paris im Jahr 1767 lernte Dubourg Franklin persönlich kennen. Hieraus entwickelte sich eine bis zum Tode Dubourgs dauernde Korrespondenz, in deren Verlauf eine Reihe der Schriften Franklins ins Französische übersetzte und veröffentlichte. Die geistige Nähe zu Franklin zeigte sich vor allem in Dubourgs Schrift Petit Code de la raison humaine, die Dubourg 1771 erstmals veröffentlichte und in den Jahren 1773 und 1782 überarbeitete. Unter dem Einfluss von Franklins Forschungen zur Elektrizität entwarf Dubourg einen Regenschirm mit Blitzableiter, der bei Gewittern vor Blitzeinschlägen schützen sollte. Der Regenschirm und ein vergleichbarer Damenhut wurden 1778 in Frankreich, besonders in Paris, zum letzten Modeschrei.
Im Verlauf seiner Freundschaft mit Franklin entwickelte Dubourg sich zu einem begeisterten Anhänger der Amerikanischen Revolution. Schon vor deren Ausbruch verfasste und verbreitete Dubourg Aufsätze, in denen er sich propagandistisch für die Sache der Kolonisten aussprach. Nach dem Ausbruch des Amerikanischen Unabhängigkeitskrieges spielte er darüber hinaus eine aktive Rolle bei der Unterstützung der amerikanischen Rebellen durch die Anbahnung von Handels- und Finanzgeschäften. Vom Kontinentalkongress in Philadelphia wurde Dubourg wegen seiner Begeisterung für die amerikanische Sache und seinem engen Verhältnis zu Franklin als Kontakt für die ersten nach Frankreich gesandten Emissäre ausgewählt, später aber durch Pierre Augustin Caron de Beaumarchais ersetzt.
Während des Amerikanischen Unabhängigkeitskrieges wandte Dubourg solch große Beträge zur Unterstützung der aufständischen Kolonisten auf, dass er bei seinem Tod im Dezember 1779 praktisch mittellos war.
1775 wurde er zum Mitglied der American Philosophical Society gewählt.
Sein Biograph Alfred Owen Aldridge bezeichnete Dubourg als „unzweifelhaft den ersten französischen Unterstützer der Amerikanischen Revolution“.

## Schriften (Auswahl)
- Chronographie, ou Description des tems, contenant toute la suite des souverains de l’univers et des principaux événements de chaque siècle… (Paris 1753), online abrufbar über Gallica, das Digitalisierungsprojekt der Französischen Nationalbibliothek.
- Gazette d’Épidaure, ou Recueil de nouvelles de Médecine avec des réflexions pour simplifier la théorie et éclairer la pratique (Paris 1762).
- Le Botaniste françois, comprenant toutes les plantes communes et usuelles… (zwei Bände, Paris 1767), online abrufbar über Google Books.
- Petit Code de la raison humaine, ou Exposition succincte de ce que la raison dicte à tous les hommes pour éclairer leur conduite et assurer leur bonheur (erstmals Paris 1771), in der Ausgabe aus dem Jahr 1789 online abrufbar über Google Books.
- Barbeu du Bourg's, gemeinnützige Arzneykunde, oder von Erhaltung der Gesundheit, Erkenntnis und Heilung der Krankheiten: in kurzen Säzzen; das Resultat vieljähriger Erfahrung; Aus dem Französischen mit Anmerkungen. 2. Aufl. Strasburg 1788. Digitalisierte Ausgabe der Universitäts- und Landesbibliothek Düsseldorf